# Hatice Cengiz
Hatice Cengiz est une auteure turque née le 6 avril 1982 à Istanbul. Elle est notamment connue pour avoir été fiancée à Jamal Khashoggi et pour son combat, depuis l'assassinat de ce dernier, pour que la justice soit rendue.

## Biographie
Hatice Cengiz est spécialisée dans les affaires omanaises, son mémoire de maîtrise est intitulé « La coexistence sectaire à Oman sous le règne du sultan Qaboos ». Alors qu'elle est doctorante à Istanbul, elle rencontre le journaliste saoudien Jamal Khashoggi lors d'un séminaire culturel. Jamal Khashoggi, exilé depuis 2017 aux États-Unis en raison de ses prises de positions tranchées contre la famille royale saoudienne, en particulier contre le prince héritier Mohammed ben Salmane. Khashoggi, se rend régulièrement en Turquie pour la voir et tous deux se fiancent et contractent un mariage religieux.

## Mort de Jamal Kashoggi
Il se rend une première fois au consulat, afin de demander le certificat de divorce d’avec sa précédente épouse, prononcé en Arabie saoudite. C'est lors du second rendez-vous, où il pense venir récupérer le certificat, qu'il est assassiné. Après l'assassinat, Hatice Cengiz, qui l'attendait devant le consulat alors qu'il n'en ressortirait jamais, se bat pour réclamer justice.

### Militantisme et prises de position
Hatice Cengiz dénonce le régime saoudien, comme le faisait Jamal Khashoggi. Elle appelle publiquement des artistes à ne pas aller chanter en Arabie Saoudite.
Le 28 juillet 2022, alors qu'Emmanuel Macron accueille à l’Élysée le prince héritier saoudien Mohammed ben Salmane, commanditaire présumé de l'assassinat de Jamal Khashoggi, elle s'exprime publiquement : « Je suis scandalisée et outrée qu'Emmanuel Macron reçoive avec tous les honneurs le bourreau de mon fiancé ». Cette visite de ben Salmane la première en Europe depuis l'assassinat du journaliste, et est également fustigée par des collectifs et personnalités des défenseurs des droits de l'Homme.